# Maga a pokol (film, 2024)
A Maga a pokol (eredeti cím: Land of Bad) 2024-ben bemutatott amerikai háborús akciófilm, melyet William Eubank és David Frigerio forgatókönyvéből Eubank rendezett. A főbb szerepekben Liam Hemsworth, Russell Crowe, Luke Hemsworth, Ricky Whittle és Milo Ventimiglia látható.
Amerikában 2024. február 16-án, Magyarországon 2024. február 25-én mutatták be a mozikban a Fórum Hungary forgalmazásában. Világszerte összesen 6,5 millió dolláros bevételt gyűjtött a 18,7 millió dolláros költségvetésével szemben.

## Cselekmény
A fiatal JJ Kinney a Delta Force csapatának tagja, aki az Abu Sayyaf iszlamista terrorszervezet elleni katonai küldetésen vesz részt a Fülöp-szigeteken, ahol egy eltűnt CIA-alkalmazottat kell kimenteni. A Delta Force katonái kezdetben nem tekintik Kinney-t egyenrangú katonának. A küldetés során megfigyelik, hogy a terroristák lefejezik egy fegyverkereskedő feleségét annak díszes villájában, és megfenyegetik a gyermekét. A csapat ekkor úgy dönt, hogy közbelép. Az ezt követő tűzharcban az amerikai egység minden tagja látszólag meghal – Kinney kivételével.
Kinney Eddie „Kaszás” Grimm nevű dróntiszt segítségével, aki monitoron követi az eseményeket, el tud jutni egy közeli leszállóhelyre. Ott azonban Kinney-t ismét terroristák támadása éri, így a mentése a légi támogatás ellenére is elmarad. Útban egy második leszállóhely felé ellenséges fegyveresek rabolják el a férfit.
A tábort, ahol Kinney-t később fogságban tartják, váratlanul megtámadják; Sugar főtörzsőrmester, aki nem halt meg az első csatában, ahogy azt eredetileg feltételezték. Sugar kiszabadítja Kinney-t, és azt tervezi vele, hogy megmenti a csapat egy másik túlélő tagját, Bishopot. Ehhez vissza kell térniük a fegyverkereskedő terjedelmes birtokára. Számos véres csata után és a Kaszás által irányított MQ-9-es harci drón tüztámogatásával sikerül betörniük az épületbe, és kiszabadítaniuk az elrabolt Bishopot és az eredetileg keresett CIA-alkalmazottat. Sugar-tt, aki időközben felismerte Kinney-t az "első számú osztagban", a terroristák kivégzik.

## Szereplők
| Szerep                             | Színész           | Magyar hang     |
| ---------------------------------- | ----------------- | --------------- |
| JJ „Szépfiú” Kinney őrmester       | Liam Hemsworth    | Fehér Tibor     |
| Eddie „Kaszás” Grimm százados      | Russell Crowe     | Kőszegi Ákos    |
| Abell őrmester                     | Luke Hemsworth    | Schmied Zoltán  |
| Bishop őrmester                    | Ricky Whittle     | Makranczi Zalán |
| John „Sugar” Sweet főtörzsőrmester | Milo Ventimiglia  | Zámbori Soma    |
| Nia Branson főtörzsőrmester        | Chika Ikogwe      | Makay Andrea    |
| Duz Packett ezredes                | Daniel MacPherson | Szakács Tibor   |
| Hashimi                            | Robert Rabiah     | Bozsó Péter     |
| Andrews                            | Gunner Wright     | Hujber Ferenc   |

### Magyar változat
- Magyar szöveg: Petőcz István
- Hangmérnök és vágó: Szabó Miklós
- Gyártásvezető: Boskó Andrea
- Szinkronrendező: Kosztola Tibor
- Produkciós vezető: Jávor Barbara

A szinkront a Dub 4 Stúdió készítette el.

## A film készítése
Az eredetileg JTAC címen futó filmet David Frigerio és William Eubank írta 2012-ben és 2013-ban az albuquerque-i Satellite Coffee nevű kávézókban, a The Signal című filmjük forgatása során. Röviddel a forgatókönyv megírása után Eubank és Frigerio két hétig valódi JTAC-ket kísért figyelemmel a Fort Irwin Nemzeti Kiképzőközpontban.
A Eubank rendezésében készülő projektet először a 2022-es cannes-i filmpiacon jelentették be, a filmhez elsőként Russell Crowe és Liam Hemsworth csatlakozott. 2022 szeptemberében Milo Ventimiglia, Luke Hemsworth, Ricky Whittle, Daniel MacPherson, Chika Ikogwe és Robert Rabiah csatlakozott a szereplőgárdához, George Burgess pedig Crowe révén került be a szereposztásba.
A forgatás 2022 szeptemberében kezdődött, és 2022 novemberéig tartott a Queensland állambeli Gold Coastban. A produkció kihasználta az ausztrál kormány által kínált helyszíni támogatásokat, és nagyjából 270 munkahelyet biztosított a helyi filmiparnak.
A gyártás során a Signature Entertainment megvásárolta az Egyesült Királyság és Írország, Franciaország és Skandinávia forgalmazási jogait, az Egyesült Államokban pedig a The Avenue forgalmazta a filmet.